# Kalle Anka som skådespelare
Kalle Anka som skådespelare (även Musse Piggs gala-sjå) (originaltitel: Orphan's Benefit) är en animerad kortfilm från 1934 med Kalle Anka, Musse Pigg och Långben med flera. Detta är en film i Musse Pigg-serien.

## Handling
Musse Pigg och Kalle Anka sätter upp en show för ett gäng föräldralösa barn.

## Om filmen
Filmen är den 68:e Musse Pigg-kortfilmen som producerades och den sjätte som lanserades år 1934.
Filmen gjordes om i färg 1941 och var då uppdaterad kring figurernas former. Denna fick den svenska titeln Musse Pigg på varieté.
Filmen hade svensk premiär den 6 maj 1935 och visades på biografen Vargen i Stockholm.

## Röster
- Walt Disney - Musse Pigg
- Clarence Nash - Kalle Anka
- Pinto Colvig - Långben
- Florence Gill - Klara Kluck[7]